# 務安光州高速公路
務安光州高速公路（：／ Muan Gwangju gosokdoro */?），與光州大邱高速公路共用編號，是連接韓國全羅南道務安郡和光州廣域市光山區的一條高速公路，長41.3公里。於2008年全線通車。

## 相關
- 務安國際機場

## 外部連結
- 무안광주고속도로 （页面存档备份，存于）
- 노무현 대통령 무안-광주 고속도로 개통식